# Ditte Larsen
Ditte Lockenwitz Larsen (* 24. April 1983) ist eine ehemalige dänische Fußballspielerin.

## Karriere

### Vereine
Larsen gehörte im Kalenderjahr 2000 zunächst dem in Bårse auf der Insel Seeland ansässigen Bårse Idrætsforening während ihrer Jugendzeit an. Anschließend spielte sie für Nykøbing Falster Alliancen das erste Mal im Seniorinnenbereich. Von 2002 bis 2005 war sie für Brøndby IF aktiv – mit dem sie dreimal die Meisterschaft und zweimal den nationalen Vereinspokal gewann – bevor sie das erste Mal im Ausland tätig wurde. Für Asker Fotball, der Frauenfußballmannschaft des Asker SK, kam sie erst in den Spielzeiten 2006 und 2007 in der Toppserien, der höchsten Spielklasse im norwegischen Frauenfußball, zu Punktspielen, da dem Verein im Jahr 2005 die Erstligalizenz aus finanziellen Gründen verweigert wurde. Zur Spielzeit 2008 zum Brøndby IF zurückgekehrt, gewann sie in dieser Spielzeit ein weiteres Mal die Meisterschaft und beendete mit dem Spielzeitende 2011 – mit der erneut errungenen Meisterschaft – auch ihre Spielerkarriere.

### Nationalmannschaft
Als Nationalspielerin für die DBU debütierte sie in der U17-Nationalmannschaft, beginnend mit dem torlosen Spiel am 19. Mai 2000 gegen die U17-Nationalmannschaft Finnlands in Eskilstuna. Ein weiteres im Rahmen des Internordischen Turniers wurde zwei Tage später an selber Stätte mit 1:2 gegen die U17-Nationalmannschaft Norwegens verloren. Vom 3. bis 9. Juli kam sie in vier Spielen im altersbezogenen und in Finnland ausgetragenen Turnier um den Nordic-Cup zum Einsatz.
Innerhalb von drei Jahren bestritt sie 26 Länderspiele, neun noch für die U18-Nationalmannschaft, für die sie in einem Freundschaftsspiel, sechs EM-Qualifikations- und zwei -Endrundenspiele zum Einsatz kam. Mit der Anhebung der Altersklasse im Sommer 2001 kam sie fortan in 17 Länderspielen für die U19-Nationalmannschaft zum Einsatz, davon sechs in Freundschaft, drei in den EM-Qualifikationen und jeweils vier in der EM- und WM-Endrunde 2002. Ihr erstes Länderspieltor überhaupt erzielte sie für diese Altersklassenmannschaft am 27. Oktober 2001 in Ballerup beim 3:3-Unentschieden im Freundschaftsspiel gegen die U19-Nationalmannschaft Frankreichs mit dem Treffer zum Endstand in der 89. Minute.
Für die U21-Nationalmannschaft kam sie vom 10. Juli 2003 bis zum 26. Juli 2005 in 16 Länderspielen zum Einsatz, von denen sie vier Freundschaftsspiele gegen die U21-Nationalmannschaft Deutschlands bestritt, von denen drei verloren wurden und eins, am 13. Mai 2004 in Nakskov, mit 1:0 gewonnen werden konnte. In den Spieljahren 2003, 2004 und 2005 kam sie in jeweils vier Spielen in den altersbezogenen Turnieren um den Nordic-Cup in Dänemark, Island und Schweden zum Einsatz.
Für die A-Nationalmannschaft bestritt sie zwölf Länderspiele. Sie debütierte am 29. September 2004 in Katwijk beim 5:1-Sieg über die Nationalmannschaft der Niederlande im letzten Spiel der EM-Qualifikationsgruppe 2. Ihre folgenden drei Länderspiele bestritt sie im Premierenwettbewerb um den Peace Queen Cup 2006 (1:1 vs. USA; am 29. Oktober in Busan, 1:0 vs. Niederlande; am 31. Oktober, 2:1 vs. Australien; am 2. November jeweils in Seoul). Zu ihren nächsten vier Länderspielen kam sie bei ihrer Teilnahme am Turnier um den Algarve-Cup 2007, in dem sie mit ihrer Mannschaft nach zwei Siegen und einer Niederlage in der Gruppe A ins Finale gelangte; dieses jedoch am 14. März in Vila Real de Santo António mit 0:2 gegen die US-amerikanische Nationalmannschaft verlor. In diesem Turnier gelang ihr im zweiten Gruppenspiel am 9. März in Ferreiras mit dem 1:0-Siegtor zugleich ihr erstes (und einziges) A-Länderspieltor. Sie wurde ferner im sechsten und siebten Spiel der EM-Qualifikationsgruppe 5 der 2. Qualifikationsrunde beim 6:1-Sieg über die Nationalmannschaft der Slowakei in Viborg und bei der 0:1-Niederlage gegen die Nationalmannschaft der Ukraine in Tschernihiw eingesetzt. Ihre Länderspielkarriere beendete sie mit zwei in Freundschaft ausgetragenen Begegnungen. In Staines-upon-Thames gewann sie mit ihrer Mannschaft am 19. Juli 2009 mit 2:1 über die Nationalmannschaft Islands und in Swindon verlor sie mit ihrer Mannschaft am 22. Juli 2009 mit 0:1 gegen die Nationalmannschaft Englands.

## Erfolge
Nationalmannschaft
- Algarve-Cup-Finalist 2007
- Halbfinalist U19-Europameisterschaft 2002
- Dritter U18-Europameisterschaft 2001

Brøndby IF
- Dänischer Meister 2003, 2004, 2005, 2008, 2011
- Dänischer Pokal-Sieger 2004, 2005